# おしかけおさなづま³
『おしかけおさなづま3 -Unintended three little wives-』（おしかけおさなづまさんじょう）は、2005年2月18日にロールより発売された18禁恋愛アドベンチャーゲームである。

## 歴史
- 2005年2月18日 - Windows版発売
- 2005年2月25日 - Windows版修正パッチVer1.1リリース
- 2005年3月7日 - Windows版修正パッチVer1.2リリース

## ストーリー
主人公の羽藍てとらは、1年前に交通事故で両親を一度に亡くしてしまい、現在は両親が残した家で一人暮らしをしている。父方の叔母である辰子、幼馴染のほのかや香織などに励まされながら、最近になってようやくもとの明るさを取り戻し始めた。
そんなある日、突然てとらの母方の祖父がてとらに会いに来た。実はてとらの母は日本有数の大財閥大和グループの総帥の一人娘であり、彼女亡き今、てとらを後継者にしたいと言い出した。さらにてとらの祖父は、「死ぬまでに孫の結婚式を見たい、できれば曾孫の顔を見たい」と言いだすと、許嫁として忍をてとらに紹介し、彼女にはてとらと一緒に暮らすように命じる。
それに猛烈に反発した叔母の辰子に対し、てとらの祖父は2人の監視役として辰子も同居することを提案したところ、それを聞いた香織とほのかも、自分たちも同じ家に住むと言い出した。かくして、5人のにぎやかな同棲生活が始まるのであった。

## 登場人物

### 主人公
羽藍てとら（はあい てとら）
背が低めの童顔で受け身な性格のため、女の子から「かわいい」と言われてしまう男の子。基本的に押しには弱いが、ここぞという時には自分の気持ちを押し通せるだけの意志の強さは持ちあわせてはいる。同棲生活には大いにとまどっているが、にぎやかになったことで両親を一度に失った寂さが解消されることを喜んでもいる。
ほのかに対して好意は持っているが、今はまだ恋愛感情にまで発展していない。

### ヒロイン
日隆ほのか（ひりゅう ほのか）
声：かわしまりの
てとらの幼馴染で、クラスメイトでもある。大きな飾りの付いた髪留めで束ねているツインテールがトレードマークの犬のような女の子。
おとなしくて天然ボケだが一途な性格なので男子からの人気は高い。しかし、一途さが暴走して周囲の予想を超えた行動にでることもある。また、てとらと歩の仲を妄想するといった腐女子な面も持っている。てとらとは昔から仲がよく、周りから「羽藍夫婦」と冷やかされているため、男子から告白された回数は少ない。
幼い頃に父親を亡くしており、看護師の母との二人暮らしで裁縫以外の家事全般が得意。料理は得意中の得意だが、壊滅的に朝に弱いため、朝食や弁当は主にてとらに作ってもらっている。
赤城香織（あかぎ かおり）
声：夏川菜々美
てとらより1つ年下の幼なじみで、てとらにとっては妹のような存在。なぜか自在に動かせるしっぽがトレードマークの猫のような女の子。背が低く幼児体型であることに、コンプレックスが有るようだが、周囲にはそれを感じさせない元気少女である。
かなり活動的な性格で、考えるより先に身体が動く脊髄反射型思考の持ち主。ほのかとは対照的に朝は強く、毎朝てとらを起こしにくる。スキンシップには抵抗がないらしく、てとらには当然のように飛びついたり抱きついたりしてくる。
テレビ好きで、特に「ものさん」の出ている番組はかかさずチェックしている。また、その影響から健康食品マニアだが、料理を作らせると「おいしく作る」より「健康に良い組み合わせ」に走るため、韮ヨーグルトといった驚愕のメニューが登場する。家事に関しては、「料理を作って並べる」以外は、食器の後片付けを含めてまったく駄目。
加賀忍（かが しのぶ）
声：桜坂かい
てとらより1つ年下の許嫁で、とらの花嫁候補としててとらの祖父に連れてこられた。どこからともなく出してくる弓と矢がトレードマークの狐のような女の子。弓道部所属で、弓の腕は30メートル先のコインを射られると豪語するほど。
蒼穹銀行頭取の末の娘で、父親の銀行の経営が傾いているので大和グループからの支援を受けるため、道具としててとらの祖父に差しだされた。それゆえ、この縁談が破談になることを望んでいる。
性格は、古風で真面目。潔癖性で筋の通らないことが大嫌いである。頑固で融通の利かない方だが、本当に大切と思ったことは素直に受け入れる。
外見はクールな印象で、自分にも他人にも厳しいために友人がなかなかできないが、面倒見がよく礼節をわきまえているので、部活などでは慕われている。
羽藍辰子（はあい たつこ）
声：一色ヒカル
てとらの父方の叔母で、てとらの通う学校の養護教諭を務めている。眼鏡とハネっ毛と白衣と巨乳がトレードマーク。
てとらのことは昔から猫かわいがりしており、てとらも辰子によく懐いている。のんびりとしていて、けっこういい加減な性格だが、ふしぎと憎めないところがあり、他の教員の信任も厚い。
大和のおじいさんの提案で、てとら達の同棲生活の監督役として同居しているが、本当のところはてとらを他の女の子に奪われることに不快感を持っている。
武蔵歩（むさし あゆむ）
声：理多
てとらのクラスメイトで親友とも言える男友達。性格はわりとクールな毒舌家で、状況の分析力が優れている。
本当は、てとらの祖父の大和グループとは犬猿の仲である武蔵家の一人娘で、悪い虫を近づけたくないという父親の意向から、学校に通う条件として、外では男として振る舞うことを強要されていた。

### サブキャラクター
大和のおじいさん（やまとのおじいさん）
フルネームは不明。てとらの祖父で、大和グループの総帥。「死ぬまでに孫の結婚式を見たい、できれば曾孫の顔を見たい」との理由で、忍をてとらの許嫁にして、てとらと同じ学校に転入させ、てとらとの同居を命じた。
一人娘が駆け落ちし、交通事故で死亡するまで絶縁状態になってしまったことを後悔しており、唯一残された血縁者であるてとらに大和グループを継いでもらいたいと考えている。

## スタッフ
- シナリオ - 田中一郎、他
- 原画 - 魚肉ん
- グラフィック - イーグル、らくがき丸、sui
- 音楽 - 猫野こめっと

## 主題歌
オープニング「おしかけおさなづまのうた」
作詞・歌 - 理多 / 作曲 - 猫野こめっと
エンディング「Eternity」
作詞・作曲 - 猫野こめっと / 歌 - 佳織みちる